# 貝蒂人
貝蒂人（Beti people）是一個中部非洲民族，主要分佈在喀麥隆中部。他們也分佈在赤道幾內亞和加彭北部。
貝蒂人分佈在其共同人口分佈的北部地區，芳人分佈在南部地區，其它地區則分佈在兩者之間。貝蒂人總人口的估計各不相同，許多來源認為貝蒂人人口超過三百萬，分佈範圍從赤道幾內亞附近的大西洋沿岸地區到非洲中部丘陵、赤道森林覆蓋的高地，一直延伸到剛果。
貝蒂人是曾經生活在中非北部地區的班圖人，他們的史前歷史複雜、無文獻記載且有爭議。他們很可能在七世紀或八世紀遷入赤道非洲，然後在十七世紀和十九世紀之間遷入喀麥隆中部的西南地區，可能是在經歷了幾波戰爭和富拉尼人的奴隸襲擊之後。他們也是豪薩人獲取奴隸和象牙的目標來源。
他們在17世紀最初從薩納加河以東的高地和森林地區向南部和西部遷徙。他們繼續面臨來自北方富拉尼人的聖戰和暴力，放棄了自己的定居點並進一步遷移到喀麥隆中部南部地區，直到19世紀歐洲商人和殖民勢力介入他們尋求貿易和市場。第一個創建部份包括貝蒂人土地的殖民地的歐洲列強是1884年的德屬喀麥隆殖民地。